# 구보 유리카
구보 유리카(久保 ユリカ 구보 유리카[*], 1989년 5월 19일 ~ )는 일본의 여자 성우, 모델로, 소속사는 클레어 보이스(ClareVoice)이며 나라현 출신이다. 애칭은 시카코이다. 옛날 이름은 楢原ゆりか(나라하라 유리카), 久保由利香(쿠보 유리카). 후자는 본명이다..
대표작은 《코토우라양》, 《러브 라이브!》가 있다.

## 인물
취미는 애니메이션 감상, 모사. 특기는 유연성 체조.
프리랜서로 활동하다가 2015년 1월 클레어 보이스에 소속되었다.

좋아하는 애니메이션은 포켓몬스터 시리즈나 나루토 등. 나루토에서 좋아하는 캐릭터는 자기 출신지와 애칭이 들어간 나라 시카마루(奈良シカマル) 라고 대답했다.
그림 실력이 어떤 의미로 굉장해서 항상 빵빵 터트린다. 화백으로 불리는 일도 잦다.
학생 시절 미술 시간에 진지하게 그리고 있었는데 "진지하게 그려!"라고 들을 정도로, 본인 왈 성적은 5단계 중 2단계였다고 한다.
고교 수험 때 늦잠을 자서 선생님이 데리러 온 적도 있다고 한다.

## 출연작품

### TV 애니메이션
※큰 글씨는 메인 캐릭터.
2012년
- 사쿠라장의 애완 그녀（타카사키 마유）
- 좋아한다고 말해（여자 아이）
- 날아라! 호빵맨（감자 군）
- 마브러브 얼터너티브 토탈 이클립스（이리나 바라노와）
- HUNTER×HUNTER（제 2작）（엘리베이터 걸）

2013년
- 갓챠맨 크라우즈（澤村葵、여고생）
- 금빛 모자이크（여학생 B）
- 코토우라양（모리타니 히요리[3]）
- 잔잔한 내일로부터（아키요시 카오리）
- 변태왕자와 웃지 않는 고양이（웃지 않는 고양이 석상[4]）
- 유유시키（여학생 D, 여자 아이들）
- 러브 라이브!（코이즈미 하나요[5]）

2014년
- 죠죠의 기묘한 모험 스타더스트 크루세이더즈（소녀
- 너무 지하인 아이돌 아카에쨩（빼빼롱 팝 포폰츄 미도리카와[6]
- 마지모지 루루모（여학생, 네코네코 시스터즈、경음부 여자
- 러브 라이브! 2nd Season（코이즈미 하나요[7]
- 2.5차원의 유혹 (샤오유)

### 극장판 애니메이션
※큰 글씨는 메인 캐릭터.
2023년
- 청춘 돼지는 책가방 소녀의 꿈을 꾸지 않는다（아즈사가와 카에데）

2024년
- 트라페지움（코가 모에카）

## 외화 더빙

### 이유미전담
- 오징어 게임 - 지영
- 인질 - 반소연
- 지금 우리 학교는 - 이나연

### 그 외 더빙
- 연애대전 - 김지우(조승희)

## 작품

### 싱글
- 우리들의 LIVE 너와의 LIFE（2010년）
- Snow halation（2010년）
- Love marginal（2011년）
- 여름빛 미소로 1, 2, Jump!（2011년）
- もぎゅっと“love”で接近中!（2012년）
- 告白日和、です!（2012년）
- Wonderful Rush（2012년）
- 우리들은 지금（2013년）
- 분명 청춘이 들려올거야（2013년）
- これからのSomeday／Wonder zone（2013년）
- No brand girls／START:DASH!!（2013년）
- Music S.T.A.R.T!!（2013년）
- タカラモノズ/Paradise Live（2014년）
- それは僕たちの奇跡（2014년）
- どんなときもずっと（2014년）
- 꿈의 문（2014년）
- Love wing bell/Dancing stars on me!（2014년）
- KiRa-KiRa Sensation!/Happy maker!（2014년）
- Shangri-La Shower（2014년）
- MIRACLE MILLION!（2014년）
- 永遠フレンズ（2014년）

### 앨범
- 당신만의 태양이 되고 싶어（2012년）

### 인터넷 라디오
- 러브 라이브! 라디오 과외활동 ~니코린파나~ (2011년~2012년)
- 러브 라이브! μ's 홍보부 ~니코린파나~ (2012년~)
- 쿠보 유리카가 혼자서 말한다니 위가 아파 (2014년~)
- 수다 떨고 있습니다~B (2014년)